# Sérgio Ferro
Sérgio Ferro Pereira (Curitiba, 25 de julho de 1938) é um pintor, desenhista, arquiteto, historiador e professor brasileiro radicado na França desde o início da década de 1970. É formado em Arquitetura e Urbanismo (FAUUSP) e em Semiologia (Mackenzie), com pós-graduação em museologia e evolução urbana (FAUUSP). Foi preso pela ditadura militar e, quando solto, exilou-se na França.

## Carreira
Sérgio Ferro é filho de Armando Simone Pereira e Beatriz Ferro Pereira.
Em 1962, Sérgio se formou em arquitetura e urbanismo, na Faculdade de Arquitetura e Urbanismo, da Universidade de São Paulo (FAUUSP). Logo depois foi convidado pelo professor João Batista Vilanova Artigas a integrar o quadro docente, como assistente de ensino na cadeira de História da Arte da mesma universidade. Até 1970, foi professor de composição plástica, história da arte e estética em várias escolas e faculdades de arte e arquitetura nas cidades de Santos, São Paulo e Brasília.
Sua trajetória docente inclui:
- 1962-1968 - Escola de Formação Superior de Desenho
- 1962-1970 - Faculdade de Arquitetura e Urbanismo, da Universidade de São Paulo
- 1969-1970 - Curso de Arquitetura, da Universidade de Brasília
- 1972-2003 - École Nationale Supérieure d'Architecture, de Grenoble
- 1982 - Fundou o laboratório Dessin/Chantier [desenho/canteiro] (o dirigiu até 1997)

Ao longo de sua carreira, observou e interveio nos espaços de produção da construção civil, desenvolvendo uma crítica à produção das artes plásticas e da arquitetura baseada no processo de construção e seus agentes: o canteiro de obras, as tecnologias, os materiais e o construtor.— Giovana Martino

## Análise sobre a produção arquitetônica
Na década de 1960, juntamente com Rodrigo Lefèvre e Flávio Império, constituiu o grupo denominado Arquitetura Nova, para uma compreensão do exercício da arquitetura, enquanto cadeia produtiva, incluindo o papel social do arquiteto e as relações de produção no canteiro de obras. Formularam propostas de políticas públicas habitacionais com projetos de habitações sociais, tendo elaborado projetos dentro do que chamavam de "poética da economia": experiências simples, com otimização de procedimentos voltada ao aumento da produtividade e do acesso à habitação. Foram responsáveis pela elaboração de uma crítica, segundo a perspectiva do marxismo sobre a Mais-valia, à produção arquitetônica instituída no Brasil de uma forma geral e estabelecendo-se especificamente como um contraponto teórico à obra e à escola do antigo mentor do grupo, o professor Vilanova Artigas.
| “              | Todo e qualquer objeto arquitetônico é o resultado do processo de valorização do capital. [...] O objeto arquitetônico, assim como a pá ou a arma, é fabricado, circula e é consumido, antes de tudo, como mercadoria | ” |
| — Sérgio Ferro | |   |

Sérgio Ferro continua até hoje sua reflexão crítica sobre questões envolvidas com a produção arquitetônica, indicando que ela reflete as relações econômicas de cada tempo.
| “              | Sou contra o termo antropoceno. O que está conduzindo o mundo ao desastre final é o capital. Basta, para demonstrar isto dar uma olhada no presente. Pelo que nos anunciam os que conhecem a questão, já não temos mais tempo para evitar desastres climáticos inimagináveis. | ” |
| — Sérgio Ferro | |   |

### Projeto TF/TK
Entre 2020 e 2024, participou ativamente do projeto internacional "Traduzindo Ferro / Transformando Conhecimentos em Arquitetura, Projeto e Trabalho para um novo campo de Estudos da Produção", ou Translating Ferro / Transforming Knowledges, desenvolvido através de uma colaboração Brasil / Reino Unido, financiado pela FAPESP (BR) e pelo AHRC (UK). O projeto buscou fomentar a consolidação de um novo campo de Estudos de Produção, estruturado pela obra de Sérgio Ferro, que é entendido como "pensador fundamental para o campo dos estudos e práticas da produção da arquitetura, numa perspectiva ao mesmo tempo crítica e emancipadora".
25 Pesquisadores Afiliados participaram do projeto, cujos trabalhos iniciais se concentraram na tradução de obras selecionadas de Sérgio Ferro do português para o inglês e no debate dos mesmos em grupos de leitura em inglês e português; o que levou ao desenvolvimento de diversas pesquisas, que serão publicadas como livretos e livros.
Além disso, parte do acervo de arquitetura, teoria e prática artística de Sérgio Ferro está passando por organização, higienização, catalogação, digitalização, guarda e disponibilização online; incluindo projetos e obras do Arquitetura Nova (em parceria com a FAU-USP). Grande parte desse acervo foi doado por Sérgio Ferro ao Instituto de Arquitetura e Urbanismo da Universidade de São Paulo (IAU-USP), localizado na cidade de São Carlos-SP.

## Ditadura Militar e exílio
Durante a ditadura militar, Sérgio Ferro, assim como seus companheiros da Arquitetura Nova, estabeleceu relações com o Partido Comunista Brasileiro, que era contra a luta armada e a guerrilha contra o regime ditatorial, como caminhos para a efetivação de uma revolução socialista no país. Com outros militantes rompe com o PCB e se junta à Aliança Libertadora Nacional, de Carlos Marighella.
Devido à sua militância política e à perseguição do regime militar, Sérgio Ferro ficou preso por um ano. Foi afastado da Universidade de São Paulo e, em 1972, exilou-se na França, estabelecendo-se na cidade de Grenoble.
Impossibilitado de exercer a profissão de arquiteto naquele país, dedicou-se à atividade artística e ao magistério, em cursos de artes e arquitetura. Entre 1972 e 1989, lecionou na Universidade de Grenoble, na França. Nesse período, realizou afrescos na Villeneuve (1975), na École Buttes (1981) e na École Joseph Vallier (1983). Sua pintura se caracteriza por imagens inacabadas, nítidas citações a Michelangelo e a Leonardo, misturadas a esboços e textos manuscritos.

## Prêmios e reconhecimentos
- 1965 - Número 319 da revista Acrópole foi dedicado ao Arquitetura Nova.[2]
- 1970 - Comissário Especial da Fundação Bienal de São Paulo em Veneza.[2]
- 1987 - Prêmio de melhor pintor, da Associação Paulista de Críticos de Arte.[1]
- 2012 - Título de Cidadão Benemérito do Paraná, da Assembleia Legislativa do Paraná.[13]
- 2021 - Seu nome foi dado à "Escola Livre Espaço Sérgio Ferro", da Cooperativa Braço Forte.[14]

## Obras

### Livros
- 1979 - O Canteiro e o Desenho[1]
- 1981 - Michelangelo: Notas por Sérgio Ferro[1]
- 1985 - Teoria e Pratica 2
- 1998 - Michel-Angel, Architecte et Sculpteur[1]
- 1999 - Futuro / Anterior (Nobel)[15]
- 2006 - Arquitetura e Trabalho Livre (Cosac & Naify)[16]
- 2010 - A História da Arquitetura Vista do Canteiro (Gfau)[17]
- 2020 - Michelângelo: Arquiteto e escultor da Capela dos Médici (Martins Fontes)[18]
- 2021 - Construção do desenho clássico (MOM)[19]
- 2021 - Artes plásticas e trabalho livre I: de Durer a Velasquez (Editora 34)[20]
- 2022 - Artes plásticas e trabalho livre II: de Manet ao cubismo analítico (Editora 34)[21]
- 2024 - Architecture from Below: An Anthology (Mack Books)[22]

### Exposições individuais
Lista das exposições de Sérgio Ferro:
- 1963 - Galeria Teatro de Arena, São Paulo SP
- 1963 - Galeria São Luís, São Paulo SP[2]
- 1965 - Museu de Arte do Rio Grande do Sul, Porto Alegre RS
- 1965 - Galeria Mobilínea, São Paulo SP
- 1967 - Fundação Armando Álvares Penteado, São Paulo SP
- 1973 - Galeria Fernando Milan, São Paulo SP
- 1974 - Galeria ZHTA-MI, Salônica (Grécia)
- 1975 - Museé de Grenoble, Grenoble (França)
- 1976 - Galeria Fernando Milan, São Paulo SP
- 1977 - Maison des Jeunes et de la Culture, Chambéry (França)
- 1977 - Galerie La Tete de L'Art, Grenoble (França)
- 1978 - Galerie La Tete de L'Art, Grenoble (França)
- 1979 - Galeria Murs Ouverts, Vence (França)
- 1980 - Galerie Saint-Guillaume, Paris (França)
- 1981 - Museu de Arte de São Paulo Assis Chateaubriand, São Paulo SP
- 1982 - Atelier J.Y. Noblet, Grenoble (França)
- 1982 - Castelo de la Condamine, Corenc (França)
- 1984 - Petite Galerie, Rio de Janeiro RJ
- 1984 - Rio Design Center, Rio de Janeiro RJ
- 1985 - Le Touquet-Paris-Plage (França) - Galerie Centre d'Art Plastique Contemporaine
- 1985 - Galeria de Arte São Paulo, São Paulo SP
- 1986 - Galerie J.Y. Noblet, Grenoble (França)
- 1987 - Galeria de Arte São Paulo, São Paulo SP
- 1988 - Galeria D'Art Contemporain, Le Touquet (França)
- 1988 - Galeria L'Entrée des Artistes, Barbizon (França)
- 1989 - Galerie Contrast, Bruxelas (Bélgica)
- 1989 - Museu de Arte de São Paulo Assis Chateaubriand, São Paulo SP
- 1989 - Galerie Contrast, Bruxelas (Bélgica)
- 1990 - Galeria J.P. Carlier, Le Touquet-Paris-Plage (França)
- 1990 - Galeria L'Entrée des Artistes, Barbizon (França)
- 1990 - Museu D'Art, Taiyan (China)
- 1991 - Galerie Contrast, Bruxelas (Bélgica)
- 1991 - Galerie Contrast, Lille (França)
- 1991 - Galerie Contrast, Metz (França)
- 1991 - Galerie Mann, Paris (França)
- 1991 - Galeria du Carme, Rouen (França)
- 1991 - Escritório de Arte São Paulo, São Paulo SP
- 1992 - Igreja de Saint Etienne, Ille-sur-Têt (França)
- 1992 - Galerie L'Entrée des Artistes, Barbizon (França)
- 1992 - Gallery Eleonore Austerlevz, San Francisco (Estados Unidos)
- 1992 - Galeria J.P. Carlier, Le Tduquet (França)
- 1993 - Galeria M & W, Hong Kong (China)
- 1993 - Hospici d'Ille, Ille-sur-Têt (França)
- 1993 - Galerie Le Monde de l'Art, Paris (França)
- 1993 - Escritório de Arte São Paulo, São Paulo SP
- 1994 - Espace d'Art Contemporain, Rouen (França)
- 1995 - Museu Victor Meirelles, Florianópolis SC
- 1995 - Votre Galeria de Arte, Rio de Janeiro RJ
- 1996 - Simões de Assis Galeria de Arte, Curitiba PR
- 1997 - Galeria L'Entrée des Artistes, Barbizon (França)
- 1997 - Espace d'Art Contemporain, Paris (França)
- 1998 - Galeria Le Monde de L´Arte, Paris (França)
- 1998 - Escritório de Arte São Paulo, São Paulo SP
- 1998 - Galeria de Arte São Paulo, São Paulo SP
- 1999 - Simões de Assis Galeria de Arte, Curitiba PR

### Exposições coletivas
Lista das exposições das quais Sérgio Ferro participou:
- 1961 - Representou a FAU-USP no Concurso Internacional de Escolas de Arquitetura na VI Bienal de Artes Plásticas de São Paulo[2]
- 1965 - Pintores de Vanguarda - Museu de Arte do Rio Grande do Sul, Porto Alegre RS
- 1965 - Opinião 65 - Museu de Arte Moderna do Río de Janeiro, Rio de Janeiro RJ[1]
- 1965 - Propostas 65 - Museu de Arte Brasileira / Fundação Armando Alvares Penteado, São Paulo SP
- 1966 - 3 Premissas - Museu de Arte Brasileira / Fundação Armando Alvares Penteado, São Paulo SP
- 1966 - 7 Pintores - Galeria Aliança Francesa, São Paulo SP
- 1967 - Nova Objetividade Brasileira - Museu de Arte Moderna do Río de Janeiro, Rio de Janeiro RJ
- 1967 - 6 Pintores da Nova Objetividade - Instituto de Arquitetos do Brasil - Departamento de São Paulo, São Paulo SP
- 1967 - Mostra - Fundação Armando Alvares Penteado, São Paulo SP
- 1975 - La Ville - Université Grenoble Alpes, Grenoble (França)
- 1976 - Vingt Acquisitions - Museé de Grenoble, Grenoble (França)
- 1976 - Feira Internacional de Arte Contemporânea - Grand Palais, Paris (França)
- 1978 - Travaux sur Papier, Villeparisis (França)
- 1979 - 1º Art Actuel - Maison des Jeunes et de la Culture d'Annecy-le-Vieux, Annecy (França)
- 1979 - Expo 79 - Museé de Grenoble, Grenoble (França)
- 1979 - Volta à Figura - Museu Lasar Segall, São Paulo SP
- 1980 - 30 Createurs d´Aujourd'hui, França
- 1980 - Fête du Travailleur Alpin, Grenoble (França)
- 1980 - Les Travailleurs et les Arts - Chateau de Roussilion, Roussillon (França)
- 1980 - Communication Poesie, Rueil Malmaison (França)
- 1982 - Stockholm International Art Expo, Estocolmo (Suécia)
- 1982 - Octogone, Paris (França)
- 1983 - 10 Années D'Achisitions - Museé de Grenoble, Grenoble (França)
- 1983 - Architeture Et Arts Plastiques, Grenoble (França)
- 1983 - Les Larmes D'Eros - Galerie JC David, Grenoble (França)
- 1984 - Figuration Critique - Grand Palais, Paris (França)
- 1984 - Figure, Figures - Espace Gare de L'Est, Paris (França)
- 1984 - Pintura Brasileira Atuante - Espaço Petrobrás, Rio de Janeiro RJ
- 1985 - Exposition d'Art Contemporain, Bourgoin-Jallieu (França)
- 1985 - Brasilidade e Independência - Teatro Nacional Cláudio Santoro, Brasília DF
- 1985 - Coletiva MAC 2000, Paris (França)
- 1985 - 1960-1980: Autour de La Figuration Narrative - Musée de Valence, Valence (França)
- 1985 - 1960-1985: Autour de la Figuration Narrative - Musée de Valence, Valence (França)
- 1986 - Les Figurations - Musée d'Art Contemporain de Dunkerque, Dunkerque (França)
- 1987 - Linearte: Foire D'Art International, Gent (Bélgica)
- 1987 - Figurations d'Aujourd'hui - Maison Jeunes Culture - les Hautes de Belleville, Paris (França)
- 1988 - Figuration Critique - Grand Palais Bordeaux, Paris (França)
- 1988 - 63/66 Figura e Objeto - Galeria Millan, São Paulo SP
- 1988 - Eros e Thanatos - Pinacoteca do Estado, São Paulo SP
- 1989 - Mostra - Hotel de Ville - Musée de la Passion de Dunkerque, Paris (França)
- 1990 - Artexpo, Nova York (Estados Unidos)
- 1991 - Memoires de La Liberté - Centre Georges Pompidou, Paris (França)
- 1991 - Memoires de La Liberté, Tóquio (Japão)
- 1991 - no Museu Zacheta, Varsóvia (Polônia)
- 1992 - A Sedução dos Volumes: os tridimensionais do MAC - Museu de Arte Contemporânea da Universidade de São Paulo, São Paulo SP
- 1993 - Bienal de Arte Sacra, Roma (Itália)
- 1994 - Memória da Liberdade - Pinacoteca do Estado, São Paulo SP
- 1995 - Colóquio Arte Dor - Museu de Arte Contemporânea da Universidade de São Paulo, São Paulo SP
- 1997 - La Passion de Dunkerque - Vlaamse Kerkdagen, Bélgica
- 1997 - Casa Cor Sul - Simões de Assis Galeria de Arte, Cutitiba PR
- 1998 - Futebol Arte - Ministério das Relações Exteriores, Brasília DF
- 1998 - 5º Salão de Arte e Antiguidade - Clube Paineiras do Morumby, São Paulo SP
- 1998 - Acervo Galeira de Arte São Paulo - Galeria de Arte São Paulo, São Paulo SP
- 1998 - Futebol Arte, s.l., São Paulo SP
- 1999 - Destaques da Pintura Brasileira - Simões de Assis Galeria de Arte, Cutitiba PR
- 1999 - Desenhos e Gravuras: acervo MVM, Florianópolis SC
- 2001 - 4 Décadas - Nova André Galeria, São Paulo SP
- 2001 - 8º Salão de Arte e Antiguidade - A Hebraica, São Paulo SP
- 2003 - Projeto Brazilianart - Almacén Galeria de Arte, Rio de Janeiro
- 2003 - Israel e Palestina: dois estados para dois povos - Sesc Pompéia, São Paulo SP
- 2004 - 450 X 45 - Nova André Galeria, São Paulo SP
- 2005 - 10 Pintores Brasileiros - Simões de Assis Galeria de Arte, Curitiba PR
- 2005 - Caminhos Vários - Nova André Galeria, São Paulo SP
- 2007 - Parede da Fama - Nova André Galeria, São Paulo SP
- 2010 - Um Dia Terá Que Ter Terminado: 1969/74 - Museu de Arte Contemporânea da Universidade de São Paulo, São Paulo SP

## Links externos
- Acervo de Sérgio Ferro
- Projeto Traduzindo Ferro / Transformando Conhecimentos
- Instagram